# Peace Maker Kurogane
Peace Maker Kurogane (PEACE MAKER鐵?) è un manga storico creato dalla mangaka Nanae Chrono, composto da 6 tankōbon e serializzato in Giappone dalla Square Enix nello Shōnen Gangan. È stata in seguito prodotta una seconda serie cartacea di 5 tankōbon, serializzati dalla Mag Garden nel Comic Blade e giunto in Italia grazie alla Star Comics.
Ne venne tratta in seguito un anime, realizzato dallo studio Gonzo, che consiste in 24 episodi, andati in onda in Giappone dal 7 ottobre 2003 al 24 marzo 2004 su TV Asahi. L'anime è incentrato anche sui personaggi che componevano il leggendario gruppo della Shinsengumi e le interazioni ed i conflitti che avevano fra loro.
Ne è stata fatta infine una versione live action come dorama in 10 puntate di TBS mandato in onda nel 2010.

## Trama
La storia è ambientata nel Giappone del XIX secolo, subito prima della restaurazione Meiji, mentre i semi della rivoluzione venivano piantati. La storia è incentrata su un ragazzo, Ichimura Tetsunosuke, che volendo diventare forte per vendicare la morte dei suoi genitori, si unisce al gruppo degli shinsengumi come servitore del vice-comandante Hijikata Toshizo.

## Personaggi

Tetsunosuke, il protagonista nell'anime

Tetsunosuke Ichimura (市村 鉄之助?, Ichimura Tetsunosuke)
Doppiato da: Yumiko Kobayashi
Ragazzo orfano di quindici anni, Tetsunosuke è di carattere energico e deciso ma spesso infantile. La storia inizia quando Tetsunosuke decide di arruolarsi nella Shinsengumi, una speciale squadra di polizia. Durante la storia Tetsunosuke tenterà di diventare sempre più forte per compiere la sua vendetta, ma dovrà confrontarsi con le difficoltà e le asprezze che sono collegate con il crescere. Tetsunosuke viene visto come una piccola mascotte dai membri anziani della Shinsengumi e la cosa che lo fa arrabbiare di più è quando lo si definisce "piccoletto".
Tatsunosuke Ichimura (市村 辰之助?, Ichimura Tatsunosuke)
Doppiato da: Yūji Ueda
Fratello maggiore di Tetsunosuke, non presente durante l'assassinio dei loro genitori, ha idee più pacifiste. Di carattere pacato cerca sempre di tenere a bada il fratello ed è costretto a scusarsi continuamente per i guai di quest'ultimo. Al contrario di Tetsunosuke, infatti, Tatsunosuke è molto maturo e si è sempre occupato del fratello come poteva. Preferisce lavorare con l'abaco che usare la spada. All'inizio dell'opera trova lavoro come contabile della Shinsengumi. Soffre di gastroenterite nervosa.
Isami Kondō (近藤 勇?, Kondō Isami)
Doppiato da: Takaya Hashi
Fondatore e Comandante della Shinsengumi. Impressionato dal carattere deciso e grintoso di Tetsunosuke lo vuole arruolare immediatamente dopo il combattimento contro Sōji.
Sarà anche il primo che vuole Tetsu come uno Shinsengumi a tutti gli effetti e premerà per fargli avere uniforme ed equipaggiamento. Come un po' tutti difende spesso Tetsunosuke dalla grinfie di Hijikata inoltre lo perdona spesso per i suoi guai.
Toshizō Hijikata (土方 歳三?, Hijikata Toshizō)
Doppiato da: Jōji Nakata
Definito il Demonio della Shinsengumi è molto severo; è lui infatti che ha scritto le regole della Shinsengumi. Molto legato a Okita, Kondo e Yamanami, le persone che gli sono state vicine fin dalla giovinezza. Fuma molto, ama alzarsi tardi e spesso si cimenta nello scrivere orribili poesie, inoltre proviene da una famiglia di farmacisti. Inizialmente contrario all'arruolamento di Tetsunosuke sarà poi lui stesso ad accoglierlo con la scusa che il suo compagno Sōji Okita lo desiderava. Punisce spesso Tetsu.
Keisuke Yamanami (山南 敬助?, Yamanami Keisuke)
Doppiato da: Norihiro Inōe
Vice-comandante della Shinsengumi insieme a Hijikata con il quale è sempre in conflitto. Porta gli occhiali ed è una persona semplice, ama i bambini e subito propone a Tetsunosuke di giocare con lui e Okita salvo poi sapere che Tetsu ha 15 anni. Per rilassarsi quando è nervoso fa i calcoli; alcuni lo chiamano Sannan. Ha una relazione segreta con la cortigiana Akesato del quartiere di Shimabara.
Sōji Okita (沖田 総司?, Okita Sōji)
Doppiato da: Mitsuki Saiga
Migliore spadaccino della Shinsengumi, Sōji Okita diventa capitano del primo squadrone quando ha meno di vent'anni. Molto legato a Hijikata prova profonda ammirazione e rispetto verso di lui. Sōji sarà il primo a scoprire il desiderio di Tetsunosuke di entrare nella Shinsengumi e gli offrirà la possibilità di farlo, prima in incognito e poi rivelando il suo nome. Okita somiglia molto ad una ragazza e gira spesso con un maialino di nome Saizo in braccio. Il suo carattere è allegro e spontaneo, si comporta spesso come un bambino e ama giocare con loro ma quando si fa prendere dal combattimento con i suoi nemici niente lo ferma più.
Sanosuke Harada (原田 左之助?, Harada Sanosuke)
Doppiato da: Kenji Nomura
Capitano del decimo squadrone Sanosuke è alto e forzuto, il suo unico problema è che non sa usare affatto la spada; compenza questa sua debolezza usando più che degnamente la lancia. Sanosuke è fissato con il mangiare ed è sempre in compagnia di Shinpachi Nakagura con il quale spesso si diverte a stuzzicare Tetsunosuke. Segni particolari: ha cicatrici ovunque, la più famosa però è la sua cicatrice da seppuku.
Shinpachi Nagakura (永倉 新八?, Nagakura Shinpachi)
Doppiato da: Kappei Yamaguchi
Nonostante i suoi vent'anni, Shinpachi, il capitano del secondo squadrone è così bassino da non dimostrarli. Nagakura eccelle nell'arte della spada ad un livello che raggiunge quasi quello di Okita. Con Sanosuke Harada e Heisuke Todo forma il trio comico della Shinsengumi. Durante la storia per fare una buona azione regala una spada che non usa più al giovane Tetsunosuke. Come segni particolari porta un cerotto sul naso, ha i capelli rossi e le lentiggini.
Heisuke Tōdō (藤堂 平助?, Tōdō Heisuke)
Doppiato da: Kosuke Toriumi
Capitano dell'ottavo squadrone, ci viene presentato come un uomo che adora le cose carine ma è un drago con la spada.
Spesso è in compagnia di Nagakura e Harada inoltre è il membro più giovane del gruppo di Kondo. Quando saprà dell'arrivo di Tetsu vorrà subito vederlo; prima però sognerà a occhi aperti sulla sua bellezza e dirà apertamente che il nuovo servitore di Hijikata dovrà essere bellissimo, somigliante a Okita e bravo a letto, altrimenti non potrebbe fare quello che fa.
Hajime Saitō (斎藤 一?, Saitō Hajime)
Doppiato da: Takashi Matsuyama
Capitano del terzo squadrone Saitō è una persona molto misteriosa. Spesso spunta fuori quando meno lo si aspetta, inoltre sa vedere e può parlare con gli spiriti dei morti. Anche lui è molto bravo nel kenjutsu.
Susumu Yamazaki (山崎 烝?, Yamazaki Susumu)
Doppiato da: Takahiro Sakurai
La più famosa spia della Shinsengumi non è un Samurai bensì un Ninja. Questo ragazzo, Yamazaki, intraprende spesso missioni segrete per conto di Hijikata, e anche se fa parte della Shinsengumi non è molto conosciuto dai compagni in quanto è, e deve essere riservato. In veste di spia usa spesso un travestimento da donna che gli consente di raccogliere informazioni sul clan Choshu. Yamazaki è molto serio e per nessun motivo vorrebbe deludere o causare problemi ai suoi superiori.
Ayumu Yamazaki (山崎 歩?, Yamazaki Ayumu)
Doppiato da: Yūko Nagashima
Cuoca della Shinsengumi e sorella maggiore di Susumu. Ayumu è una ragazza dolce e gentile sempre disposta ad aiutare i due fratelli Ichimura. I suoi piatti sono rinomati e tutti gli uomini della squadra ne vanno pazzi; la sua specialità è l'Okowa. Tutti chiamano Ayumu col soprannome Ayu-nee.
Akesato (明里?)
Doppiato da: Michiko Neya
Akesato è una cortigiana di Shimabara, una ninja in carica per il clan Choshu e l'amante di Keisuke Yamanami. Nel manga, è raccontato da Sakamoto che Akesato è di sangue misto (metà giapponese e metà caucasico) infatti ha lunghi capelli biondi e occhi azzurri. Akesato è un membro del clan Fuuma e spesso si scontra con Susumu.
Saya (沙夜?)
Doppiato da: Mikako Takahashi
Questa bambina viene incontrata per la prima volta da Tetsunosuke in un momento di difficoltà. In seguito al suo salvataggio Saya diventerà amica del ragazzo. In comune con il giovane guerriero ha il fatto che è orfana. Saya per di più è muta e per comunicare deve scrivere. Apparentemente è in tirocinio da Akesato.
Ryoma Sakamoto (坂本龍馬?, Sakamoto Ryōma)
Doppiato da: Masashi Ebara
Ryoma è uno strano Ronin che veste per metà all'occidentale. Possiede una pistola che usa spesso nonostante porti una katana. Sappiamo che ha viaggiato per il mondo e quindi ha imparato l'inglese, infatti quando parla inserisce spesso nelle frasi giapponesi parole di questa lingua. Conosceva il padre di Tetsu e Tatsu e si riferisce a lui come il "Peacemaker".
Hotaru (ほたる?)
Spia del clan Choshu. Hotaru è una ragazza goffa e piange spesso, inoltre è innamorata di Okita. Si farà assumere nella Shinsengumi apparentemente come aiuto-cuoca.
Toshimaro Yoshida (吉田 稔麿?, Yoshida Toshimaro)
Doppiato da: Jun'ichi Suwabe
Basato su un personaggio realmente esistito. Toshimaru Yoshida, uno dei leader del clan Choshu e un esperto in campo militare.
Kitamura Suzu (北村 鈴?)
Doppiato da: Yuka Imai
Suzu è l'apprendista di Toshimaro Yoshida; ha quindici anni come Tetsunosuke ma è molto più maturo. Durante la storia Suzu conoscerà Tetsunosuke e tra loro si svilupperà un legame di amicizia-rivalità molto forte. Suzu vuol essere allenato per vendicare la morte del fratello per mano della Shinsengumi.

## Media

### Manga
Il primo manga, scritto e disegnato da Nanae Chrono, è stato serializzato dal 12 aprile 1999 all'11 agosto 2001 sulla rivista Monthly Shōnen Gangan edita da Enix. I vari capitoli sono stati poi raccolti in cinque volumi tankōbon pubblicati dall'ottobre 1999 all'ottobre 2001. Nel settembre 2005 l'intera serie è stata acquistata da Mag Garden e ristampata in cinque volumi.
In Italia la serie è stata pubblicata da Star Comics nella collana Ghost dal 20 ottobre 2006 al 20 febbraio 2007. L'edizione italiana si basa sulla ristampa di Mag Garden.

#### Peace Maker(edizione Enix)
| Nº | Data di prima pubblicazione | Data di prima pubblicazione | Data di prima pubblicazione |
| Nº | Giapponese                  | Giapponese                  |                             |
| -- | --------------------------- | --------------------------- | --------------------------- |
| 1  | ottobre 1999                | ISBN 4-7575-0094-7          |                             |
| 2  | aprile 2000                 | ISBN 4-7575-0197-8          |                             |
| 3  | ottobre 2000                | ISBN 4-7575-0312-1          |                             |
| 4  | aprile 2001                 | ISBN 4-7575-0420-9          |                             |
| 5  | settembre 2001              | ISBN 4-7575-0513-2          |                             |
| 6  | ottobre 2001                | ISBN 4-7575-0550-7          |                             |

#### Peace Maker(edizione Mag Garden)
| 1 | 10 settembre 2005 | ISBN 978-4-8612-7187-8 | 20 ottobre 2006  |
| 1 | Capitoli - 1. (私は?, Watashi ha) - 2. (言ったことを私たちは今日?, Itta koto o watashitachi wa kyō) - 3. (このボーイ?, Kono Bōi) - 4. (どのようにかか?, Dono You ni kaka) - 5. (当然のことながら法?, Tōzen no kotonagara hō) |                        |                  |
| 2 | 10 settembre 2005 | ISBN 978-4-8612-7188-5 | 21 novembre 2006 |
| 2 | Capitoli - 6. (革命?, Kakumei) - 7. (私は敗者だ?, Watashi wa haishada) - 8. (先頭を取得?, Sentō o shutoku) - 9. (すべて私が持っているか?, Subete watashi ga motte iru ka) - 10. (いくつかの他の方法?, Ikutsu ka no hoka no hōhō) - 11. (私はなぜ質問?, Watashi wa naze shitsumon) |                        |                  |
| 3 | 10 settembre 2005 | ISBN 978-4-8612-7189-2 | 21 dicembre 2006 |
| 3 | Capitoli - 12. (どこにも男?, Doko ni mo otoko) - 13. (私はあなたのお名前請求?, Watashi wa anata no onamae seikyū) - 14. (何か?, Nani ka) - 15. (チェーン?, Cheen) - 16. (ミーダウンさせてはいけない?, Mīdaun sasete wa ikenai) - 17. (私はあなたを探しています?, Watashi ha anata o sagashiteimasu) |                        |                  |
| 4 | 10 settembre 2005 | ISBN 978-4-8612-7190-8 | 22 gennaio 2007  |
| 4 | Capitoli - 18. (私からあなたへ?, Watashi kara anata he) - 19. (あなたが私の名を知っている?, Anata ga watashi no na o shitte iru) - 20. (私は私の行くが?, Watashi ha watashi no iku ga) - 21. (ジャンク?, Janku) - 22. (不幸?, Fukō) - 23. (一緒に、是非?, Issho ni, zehi) |                        |                  |
| 5 | 10 settembre 2005 | ISBN 978-4-8612-7191-5 | 20 febbraio 2007 |
| 5 | Capitoli - 24. (アハードデイズナイト（シーン1 ）?, A Hādo Deizu Naito (Shīn 1)) - 25. (アハードデイズナイト（シーン2 ）?, A Hādo Deizu Naito (Shīn 2)) - 26. (アハードデイズナイト（シーン3 ）?, A Hādo Deizu Naito (Shīn 3)) - 27. (アハードデイズナイト（シーン4 ）?, A Hādo Deizu Naito (Shīn 4)) - 28. (アハードデイズナイト（最後の場面）?, A Hādo Deizu Naito (saigo no bamen)) - 29. (私たちの一日?, Watashitachi no ichi nichi) |                        |                  |

#### Peace Maker Kurogane
Una seconda serie manga, ad opera dello stesso autore, è stata inizialmente serializzata dal 2001 a luglio 2014 sulla testata Monthly Comic Blade per poi proseguire su Comic Garden dal settembre 2014 dove viene tuttora pubblicata; entrambe le riviste sono edite da Mag Garden. I vari capitoli vengono raccolti volumi tankōbon dal 10 ottobre 2002.
| Nº | Data di prima pubblicazione                | Data di prima pubblicazione                                                 | Data di prima pubblicazione |
| Nº | Giapponese                                 | Giapponese                                                                  |                             |
| -- | ------------------------------------------ | --------------------------------------------------------------------------- | --------------------------- |
| 1  | 10 ottobre 2002 (ed. regolare & limitata)  | ISBN 978-4-9019-2611-9 (ed. regolare) ISBN 978-4-9019-2609-6 (ed. limitata) |                             |
| 2  | 10 febbraio 2003                           | ISBN 978-4-9019-2630-0                                                      |                             |
| 3  | 10 luglio 2003 (ed. regolare & limitata)   | ISBN 978-4-9019-2672-0 (ed. regolare) ISBN 978-4-9019-2666-9 (ed. limitata) |                             |
| 4  | 10 febbraio 2004                           | ISBN 978-4-8612-7013-0                                                      |                             |
| 5  | 10 marzo 2005 (ed. regolare & limitata)    | ISBN 978-4-8612-7125-0 (ed. regolare) ISBN 978-4-8612-7124-3 (ed. limitata) |                             |
| 6  | 10 novembre 2010 (ed. regolare & limitata) | ISBN 978-4-86127-787-0 (ed. regolare) ISBN 978-4-8612-7783-2 (ed. limitata) |                             |
| 7  | 14 maggio 2014 (ed. regolare & limitata)   | ISBN 978-4-8000-0309-6 (ed. regolare) ISBN 978-4-8000-0270-9 (ed. limitata) |                             |
| 8  | 14 aprile 2015                             | ISBN 978-4-8000-0444-4                                                      |                             |
| 9  | 14 ottobre 2015                            | ISBN 978-4-8000-0506-9                                                      |                             |
| 10 | 14 aprile 2016                             | ISBN 978-4-8000-0557-1                                                      |                             |
| 11 | 14 settembre 2016                          | ISBN 978-4-8000-0616-5                                                      |                             |
| 12 | 14 aprile 2017                             | ISBN 978-4-8000-0676-9                                                      |                             |
| 13 | 13 ottobre 2017                            | ISBN 978-4-8000-0725-4                                                      |                             |
| 14 | 13 aprile 2018                             | ISBN 978-4-8000-0761-2                                                      |                             |
| 15 | 12 ottobre 2018                            | ISBN 978-4-8000-0802-2                                                      |                             |
| 16 | 31 maggio 2019                             | ISBN 978-4-8000-0864-0                                                      |                             |
| 17 | 29 maggio 2020                             | ISBN 978-4-8000-0980-7                                                      |                             |

### Anime
La serie è stata realizzata dallo studio Gonzo e prodotto da  Geneon, è stata trasmessa dal 7 ottobre 2003 al 23 marzo 2004 su TV Asahi. Il regista della serie fu Tomohiro Hirata, mentre le musiche furono affidate a Keiichi Oku. La serie non è ancora giunta in Italia. La sigla iniziale è You Gonna Feel mentre quella di chiusura è Hey Jimmy!, entrambi i brani sono stati interpretati da Hav.
L'anime segue principalmente la trama del manga originale Peace Maker, ma introduce anche personaggi che vengono mostrati solo in Peace Maker Kurogane.
Gonzo Digimation ha pubblicato la serie in sette DVD tra il 21 dicembre 2003 e il 25 giugno 2004. Successivamente lo stesso editore ha pubblicato un cofanetto DVD, contenente tutti e 7 i DVD, il 22 dicembre 2004.
Il 14 aprile 2016, è stato annunciato che il manga avrebbe ricevuto un nuovo adattamento anime, che è stato successivamente confermato essere un film anime in due parti, che avrebbe adattato l'arco narrativo successivo di Peace Maker Kurogane. I due film sono stati diretti da Shigeru Kimiya e sceneggiati da Eiji Umehara, lo studio d'animazione che si è occupato della produzione è White Fox mentre il character design è stato curato da Sayaka Koiso. La prima parte intitolata Peace Maker Kurogane: Credere in un ideale (PEACE MAKER 鐵 ～想道～?, Pīsu Meikā Kurogane: Omou-michi) ed è stata proiettata in Giappone il 2 giugno 2018. La seconda parte invece si intitola Peace Maker Kurogane: Vivere per l'amicizia (PEACE MAKER 鐵 ～友命～?, Pīsu Meikā Kurogane: Yūmei) ed è uscita in Giappone il 17 novembre 2018. I diritti internazionali sono stati acquistati da Crunchyroll, che ha pubblicato entrambe le pellicole in versione sottotitolata in vari Paesi del mondo, tra cui l'Italia.

#### Episodi
| Nº | Titolo italiano (traduzione letterale) Giapponese 「Kanji」 - Rōmaji | In onda          | In onda |
| Nº | Titolo italiano (traduzione letterale) Giapponese 「Kanji」 - Rōmaji | Giapponese       |         |
| 1  | Petali di ciliegio 「桜」 - Sakura                                   | 7 ottobre 2003   |         |
| 2  | Volontà 「志」 - Jin                                                 | 14 ottobre 2003  |         |
| 3  | Arrossire 「紅」 - Kurenai                                           | 21 ottobre 2003  |         |
| 4  | Ombra 「影」 - Kage                                                  | 28 ottobre 2003  |         |
| 5  | Luna 「月」 - Tsuki                                                  | 4 novembre 2003  |         |
| 6  | Guerriero 「武」 - Mu                                                | 11 novembre 2003 |         |
| 7  | Campanello 「鈴」 - Suzu                                             | 18 novembre 2003 |         |
| 8  | Amore 「恋」 - Koi                                                   | 25 novembre 2003 |         |
| 9  | Drago 「竜」 - Ryu                                                   | 2 dicembre 2003  |         |
| 10 | Mistero 「幽」 - Yū                                                  | 9 dicembre 2003  |         |
| 11 | Schema 「企」 - Ki                                                   | 16 dicembre 2003 |         |
| 12 | Fratellone 「兄」 - Ani                                              | 23 dicembre 2003 |         |
| 13 | Sguardo 「眼」 - Madasashi                                           | 6 gennaio 2004   |         |
| 14 | Pensiero 「想」 - Omoi                                               | 13 gennaio 2004  |         |
| 15 | Canto 「歌」 - Uta                                                   | 20 gennaio 2004  |         |
| 16 | Imitazione 「偽」 - Izuwaru                                          | 27 gennaio 2004  |         |
| 17 | Cava 「虚」 - Uzuru                                                  | 3 febbraio 2004  |         |
| 18 | Pioggia 「雨」 - Ame                                                 | 10 febbraio 2004 |         |
| 19 | Cielo 「空」 - Sora                                                  | 17 febbraio 2004 |         |
| 20 | Spada 「刃」 - Yai                                                   | 24 febbraio 2004 |         |
| 21 | Battaglia 「陣」 - Jin                                               | 2 marzo 2004     |         |
| 22 | Guerra 「戦」 - Ikusa                                                | 9 marzo 2004     |         |
| 23 | Verità 「誠」 - Makoto                                               | 16 marzo 2004    |         |
| 24 | Ferro 「鐵」 - Kurogane                                              | 23 marzo 2004    |         |

### Drama CD
Il 21 dicembre 2003, Geneon ha pubblicato un CD con la colonna sonora dell'anime di Peace Maker Kurogane. Geneon ha anche pubblicato un set di 5 drama CD per Peace Maker Kurogane. Il primo CD è stato pubblicato il 21 dicembre 2003, il secondo CD il 23 gennaio 2004, il terzo CD il 25 febbraio 2004, il quarto CD il 21 marzo 2004 e il quinto CD il 23 aprile 2004. Le canzoni sono state cantate da: Mitsuki Saiga, Yuka Imai, Joji Nakata, Takaya Toshi, Junichi Suwabe, Kappei Yamaguchi e Kenji Nomura. Il 25 novembre 2005, Geneon ha pubblicato un altro drama CD per la seconda stagione di Peace Maker Kurogane. Le canzoni presenti sono state cantate da: Mitsuki Saiga, Joji Nakata, Takaya Toshi, Kappei Yamaguchi e Kenji Nomura, già presenti del primo, a cui si aggiungono Kousuke Torimi e Takahiro Sakurai.
Il 10 marzo 2004 è stato pubblicato un CD contenente la sigla iniziale, You Gonna Feel cantata da Hav.

### Dorama
Ne è stata fatta infine una versione live action come dorama in 10 puntate di TBS mandato in onda dal 15 gennaio al 19 marzo 2010.

## Accoglienza
Megan Levey di Mania.com elogia la tensione e l'emozione del secondo volume di Peace Maker Kurogane che "sembra risuonare già dalle pagine". Inoltre sempre Megan Levey ha elogiato il terzo volume del manga per le sue "espressioni facciali molto ravvicinate" nell'artwork, ma critica le pagine a colori del manga per essere "estremamente piatte e un po 'sbiadite".
Peace Maker è stato classificato al 9º posto come "Serie anime preferita" nel ventiseiesimo sondaggio annuale dei lettori di Animage. THEM Anime Reviews ha commentano che "il dramma della serie è fondamentale" ma la sua commedia è scadente. Animefringe.com critica il protagonista della serie, etichettandolo come "un monello fastidioso che piange e si lamenta quando non ottiene ciò che vuole". Chris Beveridge di Mania.com elogia l'anime per i suoi "elementi soprannaturali" lentamente rivelati così come per la semplicità e la natura comica di Saizo il maialino. John Sinnott di DVD Talk elogia il primo DVD di Peace Maker per la sua versione in lingua originale rispetto al doppiaggio inglese perché la doppiatrice inglese di Ayumu usa "uno di quei falsi accenti del sud che sono davvero orribili". John Sinnott di DVD Talk critica il quinto DVD dell'anime per "la mancanza di attenzione di questa serie". Brian Hanson di Anime Jump critica l'anime per aver imitato Kenshin - Samurai vagabondo e per non aver mostrato le qualità degli altri anime di Weekly Shōnen Jump quando diventa "sorprendentemente violento". Il recensore Judge Jeff Anderson di DVD Verdict elogia l'anime per la sua "CGI che si fonde bene con l'animazione" e il doppiaggio inglese che ha un suono molto più dinamico rispetto alla traccia giapponese originale. Tasha Robinson di Science Fiction Weekly elogia l'anime per il suo "dramma semi-storico altamente strutturato, dettagliato e ben reso, nello spirito di Kenshin - Samurai vagabondo" dove viene dimostrato ogni volta che Tetsu "esce di scena" o "sta zitto per alcune scene".
Nel 2018, i due manga hanno raggiunto i 6 milioni di copie vendute.